# Glockenberg 8 (Coburg)

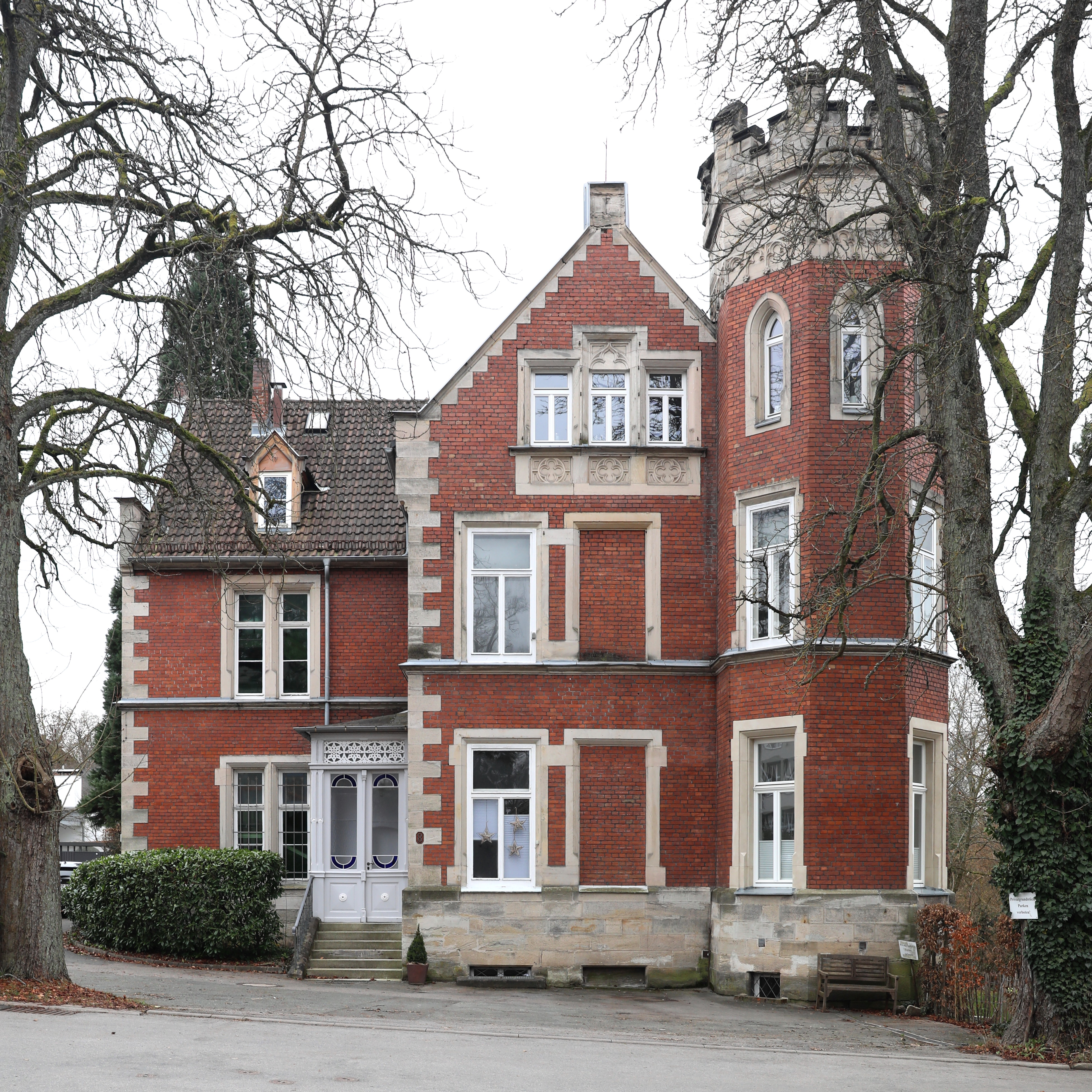
Villa Glockenberg 8 in Coburg

Die Villa Glockenberg 8 steht in der oberfränkischen Stadt Coburg. Das denkmalgeschützte, zweigeschossige Satteldachgebäude wurde 1872/1873 im neugotischen Stil errichtet.

## Geschichte
Im Jahr 1872 ließ sich der Steuerrat Rudolph Othberg die Mietsvilla nach Plänen des Coburger Architekten Hans Rothbart auf einem Gartengrundstück errichten. 1873 veranlasste Othberg den Anbau eines Stallgebäudes hinter dem Wohnhaus und 1879 daneben ein Gewächshaus in Glas-Eisen-Konstruktion. Das Anwesen war bis in die 1930er Jahre im Besitz der Familie Othberg. Das Gewächshaus wurde 1936 entfernt und der umgebende Ziergarten wurde nach 1945 durch Garagen- und Stellplätze stark beschnitten.

## Architektur
Die neugotisch gestaltete Villa steht am Hang des Glockenbergs, östlich oberhalb des Coburger Zentrums. Es ist ein zweigflügeliger Satteldachbau mit zwei Geschossen auf einem hohen Quadersockelgeschoss mit einem angefügten polygonalen Eckturm. Der Turm hat einen Zinnenkranz über einem Blendmaßwerkfries und Spitzbogenfenstern. Die Fassade besteht aus Ziegel mit Sandsteingliederungen. Das Haus hat zwei kräftig vorspringende Zwerchhausrisalite mit Blendmaßwerkfries unter der Dachtraufe. Auf der Westseite, zum Garten, einen der von einem dreiseitigen Ziererker mit Altane und Maßwerkbrüstung betont wird und im Giebel eine Doppelarkade besitzt. Auf der Nordseite, zur Straße, befindet sich, wie auf der Südseite, im Giebel eine Dreiergruppe rechtwinkliger Fenster mit Maßwerkbrüstung. Ein hölzerner Windfang, dessen Verglasung aus der Ursprungszeit erhalten ist, schützt den Eingang neben der Giebelfront.